# Santo Stefano Quisquina
Santo Stefano Quisquina är en ort och kommun i kommunala konsortiet Agrigento, innan 2015 provinsen Agrigento, i regionen Sicilien i sydvästra Italien. Kommunen hade 4 561 invånare (2017).